# المولي (آيت وادوز العزبة)
المولي هو دُوَّار يقع بجماعة سيدي عبد الله غيات، إقليم الحوز، جهة مراكش آسفي في المملكة المغربية. ينتمي الدوّار لمشيخة آيت وادوز العزبة التي تضم 42 دوار. يقدر عدد سكانه بـ 5 نسمة حسب الإحصاء الرسمي للسكان والسكنى لسنة 2004.

## روابط خارجية
- البوابة الوطنية للجماعات الترابية
- المندوبية السامية للتخطيط